# Reggae gospel
Genres associés
Reggae, roots reggae, dancehall, rub-a-dub, raggamuffin
Le reggae gospel est un genre musical originaire de la Jamaïque, qui mélange des rythmes reggae et des paroles chrétiennes.

## Caractéristiques
Plusieurs artistes de reggae, dont beaucoup faisaient auparavant partie du mouvement rastafari, se sont convertis au christianisme et ont adopté le reggae gospel comme style principal. C'est le cas de Tommy Cowan, Carlene Davis, Nora Dean, Papa San, Sherwin Gardner, Sanchez, Lieutenant Stitchie et Kerron Ennis,,. D'autres artistes majeurs du genre sont Christafari. Lester Lewis est décrit comme un pionnier du reggae gospel, ayant remporté le concours de chansons gospel de la Commission de développement culturel de la Jamaïque en 1989 avec Every Time I Read My Bible,.
La popularité du reggae gospel est perçue comme un signe que le reggae s'impose plus largement en Jamaïque, alors qu'il était auparavant fortement identifié à la communauté rastafari. Parmi les DJ de reggae gospel les plus populaires, on peut citer DJ Proclaima, du Royaume-Uni. Il s'est spécialisé dans ce genre depuis plus de vingt ans, touchant des millions de personnes dans le monde entier.